# Rostraureum tropicale
Espèce
Rostraureum tropicale est une espèce de champignons du genre Rostraureum dans la division des Ascomycètes, présente en Équateur.

## Habitat et distribution
Rostraureum tropicale est un agent infectieux de Terminalia ivorensis et provoque des chancres sur les souches d'arbres. On le trouve dans les plaines de l'Équateur. Ses « hôtes » incluent Terminalia ivorensis et Terminalia superba.

## Morphologie
Morphologiquement, Rostraureum tropicale présente des caractéristiques similaires à celles de Cryphonectria, Endothia et Chrysoporthe, mais semble être superficiellement plus proche de Cryphonectria longirostris. Ses caractéristiques sont typiques des champignons de l'ordre des Diaporthales ; les périthèces sont pourvus d'un col tapissé de périphyses, ils ne contiennent pas de paraphyses à maturité et les asques sont unituniqués et présentent des anneaux apicaux. Les fructifications sont orange à jaune et les ascospores sont bicellulaires en forme de fuseau ou d’ellipse. Rostraeureum tropicale peut être distingué de Endothia, Cryphonectria et Chrysoporthe par l'observation des cols des périthèces qui ne sont pas complètement immergés dans le stroma. En outre, il peut être distingué de Chrysoporthe par la couleur de ces périthèces orange plutôt que brunâtre ou noir.

## Phylogénie
Rostraureum tropicale est phylogénétiquement plus étroitement liée aux espèces d'Endothia, basé sur l'ITS et la β-tubuline des séquences d'ADN. Cependant, les espèces de Cryphonectria et de Chrysoporthe appartiennent au même superclade et sont ainsi étroitement liées à Rostraureum tropicale.

## Pathogénicité
Rostraureum tropicale est un pathogène de Terminalia ivorensis et de nombreuses espèces qui lui sont étroitement liées, comme Terminalia superba, à laquelle le champignon cause des chancres dans les six semaines suivant l'infection. Il est également plus pathogène que Chrysoporthe cubensis, qui provoque toutefois des lésions (plus petites) sur Terminalia superba.